# Alfons de Aragón y Portugal
Don Alfons de Aragón y Portugal (katalonski Alfons d'Aragó i de Portugal; šp. Alfonso de Aragón y Portugal) (Segorbe, 1489. – El Puig de Santa Maria, 16. listopada 1562.?) bio je španjolski plemić iz aragonske dinastije, potkralj Valencije, grof Empúriesa te vojvoda Segorbea. Poznat je i kao Alfons I. od Empúriesa.

## Obitelj
Alfonsov otac je bio Don Henrik de Aragón y Pimentel, a majka mu je bila Doña Guiomar Portugalska.
Don Alfons je naslijedio svoga oca 1522. god. na mjestu grofa.
Oženio je 30. travnja 1516. god. gospu Ivanu od Cardone, kćer Don Fernanda I. Juana od Cardone. Par je dobio mnogo djece:
- Fernando
- Alfons
- Ivan
- Franjo Ramón od Cardone
- Guiomar
- Ivana II. od Empúriesa
- Ana
- Francesca
- Beatris
- Izabela
- Magdalena
- Marija
- Jerònima

Alfons je dobio i dvoje izvanbračne djece, Dídaca i Petra (biskup Jace).